# Wilhelm Altheim

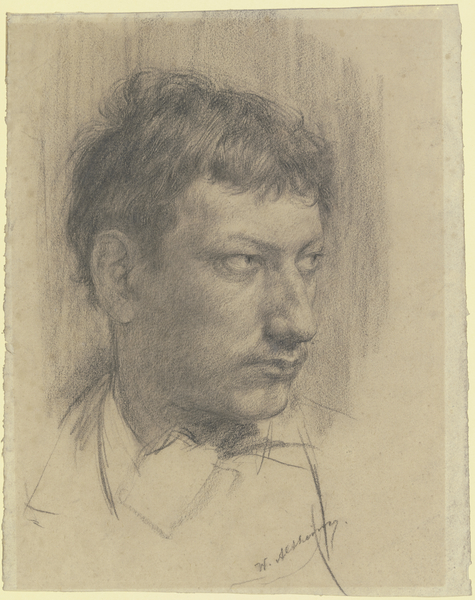
Wilhelm Altheim, Selbstporträt (um 1900)

Wilhelm Altheim (* 2. August 1871 in Groß-Gerau; † 25. Dezember 1914 in Frankfurt am Main) war ein deutscher Maler und Radierer.

## Leben
Wilhelm Altheim war der Sohn des Schneidermeisters Johann David Altheim und seiner Ehefrau, der Haubenmacherin Magdalena, geborene Hedderich; Georg Altheim war sein jüngerer Bruder. Altheim machte zunächst eine Lehre bei einem Eisenhändler. Seine zeichnerische Begabung wurde von dem Groß-Gerauer Kaufmann Julius Wolff, Besitzer einer Ölmühle, erkannt und gefördert, so dass Altheim sich von 1886 bis 1890 bei Johann Heinrich Hasselhorst und von 1890 bis 1894 bei Frank Kirchbach am Städelschen Kunstinstitut in Frankfurt am Main ausbilden konnte. Er galt dort gemeinsam mit Fritz Boehle als einer der begabtesten Schüler. 1894/95 erhielt er ein Stipendium zum weiteren Studium in Paris. Altheim verbrachte sein ganzes Leben in Frankfurt und Umgebung, nur unterbrochen von Studienaufenthalten in Florenz (1896), Italien (1904/05), den Niederlanden (1907) und Südfrankreich (1909).
1897 heiratete Altheim Marie Teichmann, eine Pfarrerstochter aus Nienburg an der Weser, die er als Kunststudentin kennengelernt hatte, und zog mit ihr ins ländliche Eschersheim. Sie bekamen zwei Kinder, 1898 den später als Althistoriker bekannt gewordenen Sohn Franz und 1901 die Tochter Marie Luise. 
Altheim war eine exzentrische Persönlichkeit, die nicht nur als Künstler, sondern auch als Frankfurter Original bekannt wurde. Er galt als Waffennarr und großer Tierfreund, hielt sich neben Hunden und Eseln auch Affen und einen Bären und ritt gern als Cowboy oder Husar verkleidet auf einem Esel herum. Seine Bilder wurden im Frankfurter Großbürgertum geschätzt, trotz seiner Unzuverlässigkeit bei der Ausführung von Aufträgen. Im Lauf der Zeit machte sich aber sein exzessiver Alkoholkonsum immer stärker negativ bemerkbar. 1907 unterzog er sich einer Entziehungskur in einem Sanatorium im Schwarzwald, die aber ohne nachhaltigen Erfolg blieb, so dass sich schließlich seine Frau von ihm trennte. 1911 wurde die Ehe geschieden. Altheim zog in eine ärmliche Behausung in Rödelheim und versank immer mehr in Alkoholismus und Depression. Er war zudem ständig verschuldet. Zeitweilig wurde er in einer Nervenheilanstalt behandelt. 1914 heiratete er in zweiter Ehe Martha Näggerath. Beim Ausbruch des Ersten Weltkriegs meldete Altheim sich freiwillig, wurde aber wegen seines Alters und Gesundheitszustands nicht angenommen. Stattdessen leistete er freiwilligen Sanitäts-Hilfsdienst; die furchtbaren Erfahrungen bei der Versorgung der Verwundeten erschütterten ihn zutiefst. Am Weihnachtstag 1914 nahm er sich das Leben. Sein Grab liegt auf dem Frankfurter Hauptfriedhof (Gewann XIV, Grab 151).

## Werk
Altheim malte, beeinflusst von Pidoll, mit monumentaler Tendenz Natur und Menschen seiner näheren Umgebung und engeren Heimat, besonders Landschaften mit weiter Ferne, Porträts, historische und religiöse Motive, ferner Bauern- und Soldatenszenen (Zeichnungen, Aquarelle, Ölbilder, Tempera und auch Mischtechnik).
Nach 1900 war er, angeregt durch B. Mannfeld, auch als Radierer tätig (z. B. Die Hirten von Bethlehem, Radierung von 1912 in der Sammlung Karl August Reiser, Bonn).
Seine 35 Platten (vorwiegend nach 1908 entstanden) sind teils mit W. A., teils mit A. A. monogrammiert.
Altheim war Mitglied der „Freien Vereinigung Darmstädter Künstler“ und des „Verbands der Kunstfreunde in den Ländern am Rhein“. Vom letztgenannten Verband bezog er zeitweise ein Ehrengehalt. Seine Zeichnungen werden in Sammlerkreisen des Rhein-Main-Gebietes bis heute hoch geschätzt.
Das Stadtmuseum Groß-Gerau eröffnete 2014 das Altheim-Kabinett, in dem insbesondere das zeichnerische Werk Altheims in einer Dauerausstellung präsentiert wird.

## Ausstellungen (Auswahl)
- Köln, Sonderausstellung im Rahmen der Deutschen Kunstausstellung, 1906.
- Frankfurt, Kunstverein, 1915.
- Darmstadt: 200 Jahre Darmstädter Kunst (Katalog), 1930.
- Groß-Gerau, Neues Stadthaus: Gedächtnisausstellung, Georg und Wilhelm Altheim, 1957.
- Frankfurt am Main: Frankfurter Malerei des 19. Jahrhunderts (Katalog), 1966.
- Bonn, Rheinisches Landesmuseum: Deutsche Graphik der letzten 100 Jahre (Katalog), 1968
- Groß-Gerau, Historisches Rathaus: Georg und Wilhelm Altheim, 1971.
- Frankfurt am Main, Sparkasse (Polytechnische Gesellschaft), 1979.

## Werke in Museen (Auswahl)
- Städelsches Kunstinstitut, Frankfurt: Antonie, Studienkopf eines jungen Mädchens (1890); Modellstudie eines schlafenden Mädchens (um 1890); Der Tod des Prinzen Louis Ferdinand. (um 1892); Ecke eines Schloßhofes mit Portal (1893); Der Kurier (1894); Fabrik (1895); Nach schwerer Arbeit (1898); Das Vesperbrot (1900); Heiliger mit Bär (Der heilige Korbinian), 1907.
- Hessisches Landesmuseum Darmstadt: Südfranzösischer Bauer in Landschaft.
- Stadtmuseum Groß-Gerau, Altheim-Kabinett: Zeichnungen.
- Museum Wiesbaden: Stalltreppe.

## Ehrungen
Altheims Grab wurde durch Beschluss des Frankfurter Magistrats als Ehrengrab gewidmet. In Groß-Gerau erinnert Wilhelm-Altheim-Straße, in Frankfurt-Eschersheim die Altheimstraße an ihn.